# Événement de la Toungouska
Pour les articles homonymes, voir Toungouska.
L'événement de la Toungouska est une importante onde sonore survenue le 30 juin 1908 vers 7 h 13 en Sibérie centrale, dans l'Empire russe. L'énergie, équivalente à environ mille fois celle de la bombe nucléaire de Hiroshima, a détruit la forêt sur un rayon de vingt kilomètres et fait des dégâts jusqu'à une centaine de kilomètres.
Plusieurs hypothèses scientifiques ont été émises sur l'origine du phénomène : météorite, foudre, méthane échappé de conduits volcaniques, etc. L'hypothèse la plus plausible, et retenue au début du XXIe siècle, est celle de la désagrégation d'un météoroïde à une altitude comprise entre cinq et dix kilomètres. 

## Description

### Observations
Dans la matinée du 30 juin 1908 (correspondant au 17 juin du calendrier julien, alors en usage dans l'Empire russe), quelques témoins, dont des autochtones de la région, voient passer une boule de feu dans le ciel sans nuage de la Sibérie centrale. Celle-ci explose à une altitude comprise entre cinq et dix kilomètres, au-dessus de la rivière Toungouska Pierreuse, à 63 km au nord-nord-ouest du village de Vanavara (60° 20′ 24″ N, 102° 16′ 48″ E) à 7 h 14 locale (0 h 14 TU ou 7 h 2 heure locale solaire). Cet événement est enregistré, sous forme de séisme de magnitude 4,5 à 5, à 7 h 17 min 11 s, à l'observatoire sismique d'Irkoutsk, à 1 000 km de là.
La puissance de l'explosion équivalente est estimée à environ 10 à 15 mégatonnes équivalent en TNT, soit environ 1 000 fois celle de la bombe qui détruisit Hiroshima trente-sept ans plus tard,. Lors de l'événement, 2 000 km2 de forêt sont balayés, 60 millions d'arbres abattus. Le souffle fait des dégâts sur plus de 100 km et la déflagration est audible dans un rayon de 1 500 km. De nombreux incendies se déclenchent, brûlant des zones forestières pendant plusieurs semaines. Bien que la région soit très peu peuplée, les études et compilations de divers témoignages directs recensent au moins trois morts et de nombreux blessés, tous à cause du souffle de l'explosion ou des objets projetés par celui-ci.
Un vortex de poussières et de cendres se forme et est entraîné jusqu'en Espagne par la circulation atmosphérique, créant des halos dans la haute atmosphère, qui s'étendent sur tout le continent. On peut observer des couchers de soleil très colorés et une luminosité exceptionnelle en pleine nuit est constatée pendant plusieurs jours en Europe, à tel point qu'on pouvait lire le journal la nuit dans le Caucase. Les scientifiques pensent alors à l'éruption d'un volcan, comme l'éruption du Krakatoa en 1883, qui a injecté d'énormes quantités de poussières dans l'atmosphère et, de ce fait, a engendré des phénomènes lumineux semblables.
L'onde de choc fut enregistrée en Europe occidentale et aux États-Unis.

### Localisation
La région où s'est produit cet événement fait partie du raïon d'Évenkie, dans le kraï de Krasnoïarsk en Sibérie centrale (Russie). Elle est sur le plateau de Sibérie centrale et traversée par des affluents du grand fleuve sibérien, l'Ienisseï : la Toungouska Pierreuse, longue de 1 865 km et la Toungouska Inférieure, longue de 2 989 km. Elle se situe à près d'un millier de kilomètres de la ville d'Irkoutsk et du lac Baïkal. C'est une région de collines recouvertes par la taïga sibérienne. Elle est peu peuplée, principalement par des éleveurs de rennes d'un peuple toungouse.

## Analyses

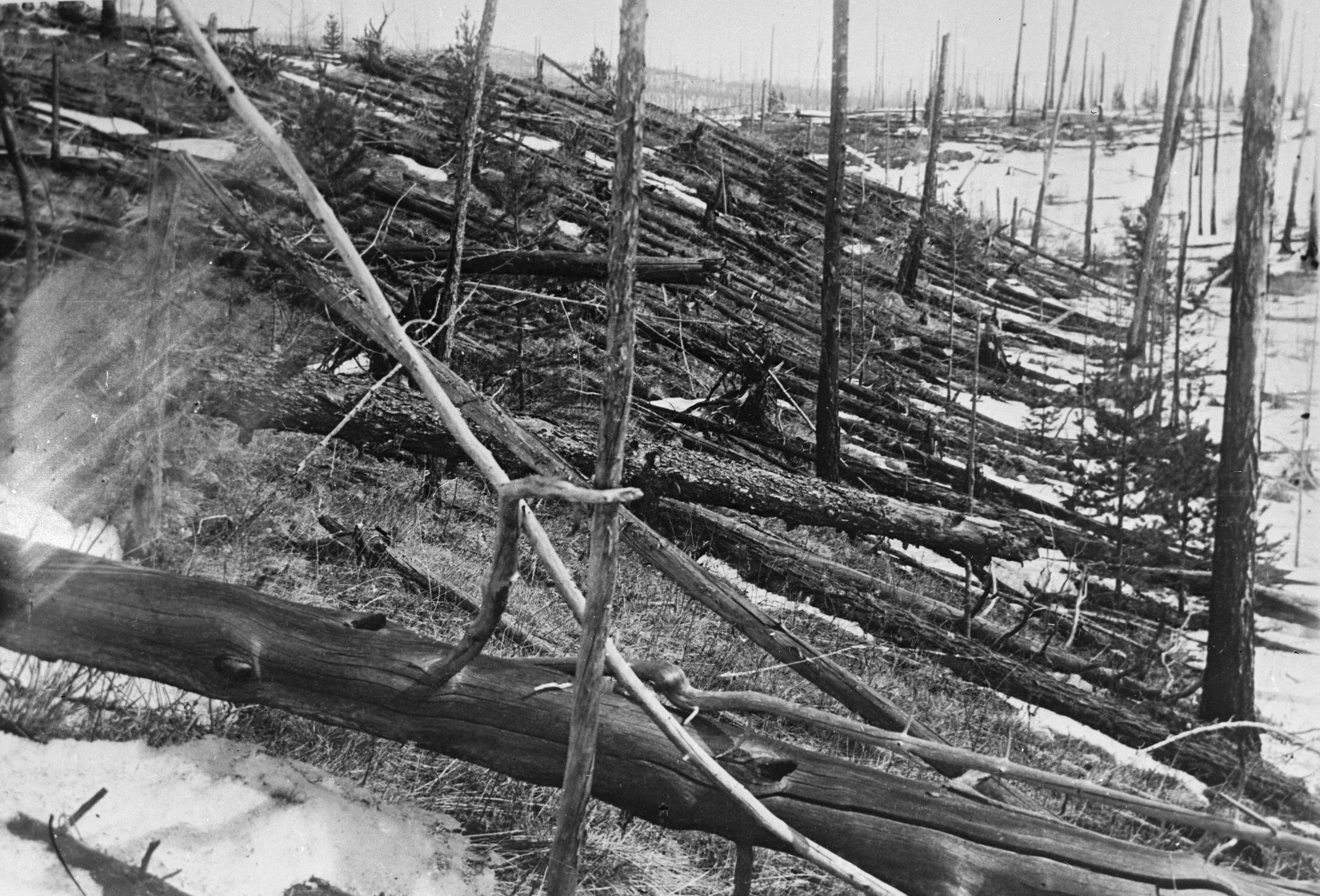
Arbres couchés par la déflagration.

### Premières expéditions
L'éloignement de la région et les troubles en Russie ne permirent d'effectuer une étude sur place qu'en 1927, par une équipe russe menée par Leonid Koulik. Sur les lieux, les scientifiques découvrirent stupéfaits qu'il n'y avait ni cratère, ni trace d'impact, ni débris. Ce n'est qu'après la Seconde Guerre mondiale que deux expéditions purent retourner enquêter, en 1958 puis en 1961. On découvrit une multitude de petites sphères de métal et de silicates dispersées dans le sol de la région, ce qui permit d'émettre quelques hypothèses. Une étude américaine en 1993 avança qu'il s'agissait d'un petit noyau cométaire, essentiellement composé de gaz gelés s'étant vaporisés et ayant explosé entre 6 et 9 km d'altitude, le reste de la matière étant dispersé en une pluie de sphérules.

### Lac Tcheko
Le lac Tcheko est un lac d'eau douce, près de la rivière Toungouska Pierreuse. Il présente la forme d'un rectangle aux coins arrondis, d'une longueur de 708 m, d'une largeur de 364 m et d'une profondeur d'environ 50 m. Il est situé à environ sept kilomètres au nord-ouest de l'hypocentre et son grand-axe est orienté vers ce point. Il semble inconnu avant 1908 et sa première référence cartographique date de 1928.
Luca Gasperini, géologue italien, entreprend des études sur les sédiments de ce lac en juillet 1999 et sa première publication de 2001 affirme que le lac est antérieur à l'événement de 1908.
Toutefois, en 2007, le même Gasperini, cité par National Geographic, émet une hypothèse opposée : « La forme en entonnoir du bassin et des échantillons de sédiment suggèrent que le lac s'est formé dans un cratère d'impact. L'impact serait dû à un fragment de l'objet et la forme inhabituelle pour un impact à une puissante émission de gaz carbonique, de vapeur d'eau et de méthane contenus dans le pergélisol ».

### Astéroïde ou comète
La question de la nature de cet objet se pose toujours : petit astéroïde, comète ou autre. Cet objet est parfois dénommé TCB (pour l'anglais Tunguska Cosmic Body, Corps cosmique de la Toungouska) et occasionnellement associé à Ogdy, dieu du feu des Évenks.
Ses caractéristiques sont d'abord estimées aux alentours de 50 mètres de diamètre et 10 millions de tonnes[réf. nécessaire], avant qu'une simulation présentée en 2007 par les laboratoires Sandia ne réduise l'estimation à 62 000 tonnes.
Des études ont été menées en 2007 pour rechercher l'origine de cet objet : des similitudes ont été trouvées avec la comète 97P/Metcalf-Brewington[réf. nécessaire] et avec l'astéroïde (106538) 2000 WK63 (découvert le 26 novembre 2000 par LINEAR)[réf. nécessaire].
En 2010, une expédition est menée par Vladimir Alekseïev pour l'institut Troitsk Institute of Innovative and Thermonuclear Research (en). Les résultats découlant de l'expédition indiquent qu'une comète à noyau de glace s'est fragmentée et dispersée sur quelques kilomètres en formant plusieurs cratères d'impact. La découverte, dans la résine d'arbres, de restes de poussière cosmique formant la queue de la comète pourrait confirmer cette hypothèse.
Pour certains commentateurs[Qui ?], l'absence de cratère d'impact ne semble pas compatible avec la chute d'un astéroïde ou d'une comète[réf. nécessaire]. Certains cratères d'impact correspondent à des chutes d'objets à la surface de la Terre. La liste de cratères d'impact sur Terre en recense un bon nombre, mais l'événement de la Toungouska ne correspondrait pas à ce modèle[pourquoi ?][réf. nécessaire].
Une étude menée et publiée en 2013 par le chercheur Victor Kvasnytsya met en avant l'hypothèse de la météorite. Il base cette hypothèse sur des fragments de roche microscopiques piégés dans la tourbe.
Selon la NASA, s'il s'agit bien d'une météorite, un objet aux dimensions similaires ne percute la Terre qu'à l'échéance de plusieurs millénaires.
En février 2020, des astronomes de la Siberian Federal University (en) formulent une nouvelle théorie. L’événement serait bien dû à un météoroïde, cependant il s'agirait d'un bolide rasant. Ce corps aurait survolé la Terre sur 3 000 km à une altitude de 11 km, à la vitesse d'au moins 11 km/s, puis serait reparti en direction du Soleil. Cette hypothèse a l'avantage d'expliquer l'absence de cratère d'impact et de débris mais l'onde de choc créée par l'objet aurait créé un sillon d'arbres abattus, ce qui est en contradiction avec la géométrie radiale observée. 

### Autre objet cosmique
D'autres hypothèses de chute d'objets cosmiques sont parfois évoquées :
- un micro-trou noir (1021 grammes, soit 1015 tonnes dans un volume correspondant à quelques atomes) aurait pénétré la Terre à la Toungouska et serait ressorti, 12 minutes plus tard dans l'Atlantique Nord[22]. L'absence d'onde de choc continue lors du parcours hypothétique à l'intérieur de la Terre et à la zone de sortie contredisent cette hypothèse ;
- une comète d'antimatière d'un kilogramme se serait annihilée lors de son entrée dans l'atmosphère[23] (Clyde Cowan, Chandra R. Atluri et Willard Frank Libby, 1965) ; cette hypothèse a les faveurs de Jean-Pierre Ader[24] ;
- un objet céleste constitué de matière noire (invisible) aurait explosé en altitude[25] mais aucune des hypothèses sur la constitution de la matière noire ne peut conduire à un tel effet.

### Autres hypothèses
De nombreuses hypothèses de toutes sortes, parfois fantaisistes ou relevant de la science-fiction, ont été émises sur ce phénomène mystérieux :
- ce serait une boule de foudre d'un kilomètre de diamètre[26][réf. incomplète] ;
- ce serait une dernière expérience désespérée de la tour de Tesla[27] ;
- dix millions de tonnes de méthane se seraient échappés de conduits volcaniques et se seraient embrasés[28],[29],[30] ;
- un OVNI (à propulsion nucléaire) se serait écrasé[31].

## Conséquences sur l'environnement
En 2025, des scientifiques étudient une carotte de sédiments issue du lac Zapovednoye non loin de la zone de l'explosion. Une couche à teneur anormalement élevée en éléments terrigènes est identifiée et datée à environ 1908. Elle est interprétée comme le résultat d'une érosion accélérée des sols dont la couverture végétale a été détruite par l'explosion. Les analyses géochimiques, palynologiques, et biologiques mettent en évidence une perte de diversité de certains taxons d'hydrobiontes (Chironomidae et Cladocera), qui peut être imputée à l'augmentation de la turbidité de l'eau. La biodiversité revient à son niveau initial en une dizaine d'années. Les pollens et diatomées ne montrent pas de changement significatif.

## Culture populaire
- En souvenir de cette explosion, la journée internationale des astéroïdes est organisée le 30 juin de chaque année dans le monde[33].
- Un double-épisode de la série télévisée X-Files : Aux frontières du réel, intitulé Tunguska, s'y déroule et construit son scénario autour du mystère de cet évènement.
- La chanson All Nightmare Long du groupe Metallica fait une narration fictive de la suite de l'événement, où des spores d'organismes extraterrestres ont été retrouvées dans les cendres[34].
- Dans la série de jeux vidéo Crysis, Jacob Hargreave découvre à la suite de l'événement une technologie extra-terrestre et l'utilise pour concevoir la combinaison Nanosuit[35].
- Dans le jeu vidéo Assassin's Creed II, il est sous-entendu que l'incident de la Toungouska serait un complot des Assassins avec l'aide de Nikola Tesla pour détruire une base des Templiers contenant un fragment d'Éden[36].
- Dans les jeux vidéos Borderlands 2 et Borderlands 3, un lance-roquette est nommé Tunguska, et sa carte de description indique qu'il « fend le ciel en deux »[37].
- Un des chapitres de jeu mobile Fate/Grand Order est nommé Tunguska Sanctuary[38].